# Melissa (álbum)
 Melissa   é o primeiro álbum da banda de heavy metal Mercyful Fate, lançado em 1983.
Foi eleito o 2º maior álbum de metal extremo de todos os tempos pelo site Metal-Rules.com.

## Faixas
Todas as letras escritas por King Diamond. Todas as músicas compostas por Hank Shermann.
| N.º            | Título                           | Duração |  |
| 1.             | "Evil"                           | 4:45    |  |
| 2.             | "Curse of the Pharaohs"          | 3:57    |  |
| 3.             | "Into the Coven"                 | 5:11    |  |
| 4.             | "At the Sound of the Demon Bell" | 5:23    |  |
| 5.             | "Black Funeral"                  | 2:50    |  |
| 6.             | "Satan's Fall"                   | 11:23   |  |
| 7.             | "Melissa"                        | 6:40    |  |
| Duração total: | Duração total:                   | 39:09   |  |

## Créditos
- King Diamond —  vocal
- Hank Shermann   —  guitarra
- Michael Denner    — guitarra
- Timi Hansen   — baixo
- Kim Ruzz   — bateria